# Nyakaledonienhavslöpare
Nyakaledonienhavslöpare (Fregetta lineata) är en havsfågelart inom familjen havslöpare inom ordningen stormfåglar.

## Utbredning och systematik
Nyakaledonienhavslöparen häckar enbart på ön Nya Kaledonien i Melanesien. Efter häckningen sprider den sig till ett mycket stort område från Korallhavet i väster till Marquesasöarna i öster. Den beskrevs 1848, men ansågs länge utgöra en avvikande dräkt hos en annan art. Efter omvärdering erkändes den som fullgod art 2022.

## Status och hot
Enligt internationella naturvårdsunionen IUCN finns för lite data för att bedöma artens hotstatus, varför den placeras i kategorin kunskapsbrist.Den anses dock vara akut hotad med ett mycket litet uppskattat bestånd på endast mellan 200 och 1000 par.